# 乐山师范学院
乐山师范学院是一座位于中华人民共和国四川省乐山市的公立地方性省属本科师范院校，由四川省人民政府主管。

## 历史沿革
乐山师范学院肇始于1978年:1195。但该校自称始于1940年成立的四川省立乐山师范学校。1978年4月5日，中共乐山地区党委决定撤并乐山师范学校、乐山高级中学及乐山地区行政干部学校，建立乐山教育学院，以培养合格教师为主要教学任务:1501。1982年4月，中华人民共和国国务院决定在乐山教育学院的基础上成立乐山师范专科学校，由四川省高等教育局主管:1502，此后，乐山师范专科学校与乐山教育学院分别办学:1503-1504。1993年，乐山师范专科学校更名为乐山师范高等专科学校:1503。
2000年3月，中华人民共和国教育部批准乐山师范高等专科学校与乐山教育学院合并，组建本科层次的乐山师范学院。

## 历任领导

### 校长
1. 罗加云：2000年7月－2002年8月
2. 谭辉旭：2002年8月－2006年10月
3. 罗大玉：2006年10月－2014年3月
4. 胡丹：2014年3月－2018年10月
5. 王辉：2018年10月－2021年5月
6. 刘进：2021年7月－[5]

### 党委书记
1. 李洪福：2000年7月－2002年2月
2. 罗加云：2002年8月－2006年10月
3. 谭辉旭：2006年10月－2012年4月
4. 罗大玉：2012年4月－2014年3月
5. 杨胜宽：2014年3月－2018年10月
6. 胡丹：2018年10月－[6]